# Absolute Beginners (film)
Pour les articles homonymes, voir Absolute Beginners.
Pour plus de détails, voir Fiche technique et Distribution.
Absolute Beginners est un film musical britannique réalisé en 1986 par Julien Temple et adapté du roman de Colin MacInnes.
Le film débute en 1958, alors qu'une nouvelle jeunesse émerge. La guerre est finie mais les Beatles et les Rolling Stones ne sont pas encore là. Le jazz est peu à peu remplacé par le rock 'n' roll et des émeutes raciales secouent les quartiers populaires de Londres. Dans ce contexte, le jeune photographe Colin tombe amoureux de la styliste Crepe Suzette qui elle, ne pense qu'à sa carrière.

## Synopsis
En 1958, la culture populaire londonienne se transforme du jazz des années 1950 à une nouvelle génération à la limite du rock and roll des années 1960. Le jeune photographe Colin (Eddie O'Connell) est amoureux de la future créatrice de mode Crepe Suzette (Patsy Kensit). Alors que Colin vise à être un artiste intègre, le patron de Suzette, le célèbre designer Henley de Mayfair (James Fox), profite de ses créations avant-gardistes pour renforcer sa propre image.
Colin vit dans le quartier pauvre et ethniquement diversifié de Notting Hill. Pour gagner de l'argent, il obtient un emploi chez le producteur de musique Harry Charms (Lionel Blair), prenant des photos de la nouvelle idole des adolescents Baby Boom. Bien que Colin obtienne du travail de photographie commerciale, Suzette rompt avec lui. Elle explique qu'elle veut une vie réussie et luxueuse et qu'elle ne se contentera pas de moins. Colin est d'abord découragé, mais pense qu'elle finira par revenir vers lui.
Colin apprend que Suzette sera à une fête organisée par la chroniqueuse de potins Dido Lament (Anita Morris), et il y assiste donc. Il apprend que Suzette envisage d'épouser Henley, homosexuel d'âge moyen, pour sa carrière. Colin rencontre également le magnat de la publicité Vendice Partners (David Bowie) lors de la fête.
Pendant ce temps, la sous-culture Teddy Boy est de plus en plus hostile envers les résidents noirs de Londres, stimulée par la récente augmentation de l'immigration. La Ligue de Défense Blanche, dirigée par les Fanatiques, prêche une politique fasciste et s’oppose avec véhémence à la diversité ethnique croissante de Londres. Colin méprise cette idéologie raciste.
Partners amène Colin à son agence de publicité, où il présente les plans du développement de logements blancs. Partners propose à Colin un poste de photographe publicitaire. Bien qu'hésitant au début, Colin accepte le poste dans l'espoir que l'argent puisse l'aider à reconquérir Suzette.
Henley et Suzette se marient, mais elle est profondément malheureuse. Colin, Dido et Charms participent à l'émission télévisée Searchlight. Dido tâtonne Colin, le poussant à s'énerver et à s'en prendre à l'ancienne génération qui tente d'exploiter les adolescents. Plus tard, dans un club de jazz, Colin est félicité pour son honnêteté à la télévision. Cependant, il est bouleversé lorsqu'il voit un titre de journal sur le mariage de Suzette.
La violence raciale s'intensifie dans la région. L'ami noir de Colin, Mr. Cool, l'informe que les racistes sont de plus en plus organisés et dangereux. Colin découvre que le nouveau White Housing Development est un projet entre Partners et Henley visant à « réaménager » le « West 11 ». Colin envoie des photos incriminantes à Dido pour tenter de révéler le plan, mais celui-ci est de mèche avec Partners et ne l'aide pas.
Colin est témoin des émeutes raciales de Notting Hill en 1958. Ses appels à la paix sont ignorés. La police arrive finalement et met fin aux violences. Colin retrouve Suzette et ils fuient un incendie allumé par la WDL. M. Cool se bat avec le Fanatic et gagne. Il y a des danses festives dans la rue pendant que la pluie éteint les incendies. Colin et Suzette retournent à son appartement et font l'amour. Il jette son alliance par la fenêtre.

## Distribution
- Patsy Kensit (VF : Laurence Crouzet) : Crepe Suzette
- Eddie O'Connell (VF : Éric Legrand) : Colin (le narrateur)
- David Bowie (VF : Edgar Givry) : Vendice Partners
- James Fox (VF : Jacques Brunet) : Henley de Mayfair
- Ray Davies (VF : Georges Berthomieu) : le père de Colin
- Mandy Rice-Davies (VF : Anne Rochant) : la mère de Colin
- Eve Ferret (VF : Paule Emanuele) : Big Jill
- Tony Hippolyte (VF : Pascal Renwick) : Cool
- Graham Fletcher-Cook (VF : Luq Hamet) : le magicien
- Joe McKenna (VF : Gilles Laurent) : le fabuleux Hoplite
- Steven Berkoff : le fanatique
- Sade : Athene Duncannon
- Tenpole Tudor (VF : Michel Mella) : Ed the Ted
- Bruce Payne (VF : Patrick Poivey) : Flikker
- Alan Freeman (VF : Jacques Deschamps) : Cobber
- Anita Morris (VF : Évelyn Séléna) : Dido Lament
- Paul Rhys (VF : Gilles Tamiz) : Dean Swift
- Lionel Blair (VF : Jacques Ebner) : Harry Charms
- Gary Beadle (VF : Régis Ivanov) : Johnny Wonder
- Robbie Coltrane (VF : Jacques Deschamps) : Mario
- Ronald Fraser (VF : Henri Labussière) : Amberley Drove
- Irene Handl : Mme Larkin
- Peter-Hugo Daly (VF : Jean-Loup Horwitz) : Vern (Bijou)
- Amanda Jane Powell (VF : Régine Teyssot) : Dorita
- Johnny Shannon (VF : Jean Violette) : Saltzman

## Bande originale
La bande originale du film, commercialisée en avril 1986, est constituée de plusieurs morceaux du compositeur Gil Evans et de divers artistes (certains jouant dans le film).
Les chansons Absolute Beginners de David Bowie et Have You Ever Had It Blue? de The Style Council, sorties en singles, sont des succès.
1. Absolute Beginners — David Bowie - 8:03
2. Killer Blow — Sade - 4:37
3. Have You Ever Had It Blue? — The Style Council - 5:37
4. Quiet Life — Ray Davies - 2:56
5. Va Va Voom — Gil Evans - 3:26
6. That's Motivation — David Bowie - 4:14
7. Having It All — Eighth Wonder featuring Patsy Kensit - 3:08
8. Rodrigo Bay — Working Week - 3:32
9. Selling Out — Slim Gaillard - 3:36
10. Riot City — Jerry Dammers - 8:29
11. Boogie Stop Shuffle (Rough And The Smooth) — Gil Evans - 3:00
12. Ted Ain't Ded — Tenpole Tudor - 2:35
13. Volare (Nel Blu Dipinto Di Blu) — David Bowie - 3:13
14. Napoli — Clive Langer - 4:08
15. Little Cat (You've Never Had It So Good) — Jonas - 2:19
16. Better Git It In Your Soul (The Hot And The Cool) — Gil Evans - 1:49
17. So What? (Lyric Version) — Smiley Culture - 4:18
18. Absolute Beginners (Refrain) — Gil Evans - 1:41

- Les titres 11 à 18 sont absents de la version vinyle.

## Autour du film
Le manque de succès du film, partagé avec Mission et Revolution, causera la ruine de la compagnie Goldcrest Films.
Le chanteur David Bowie, qui joue l'un des principaux rôles en a également composé une partie de la bande-originale. Il est ainsi à l'origine des titres Absolute beginners et That's motivation qu'il interprète. Concernant son rôle, David Bowie confesse avoir « adoré jouer ce salaud cynique ».
Ray Davies, membre du groupe britannique The Kinks, fait partie du casting d'Absolute beginners. Il incarne le personnage d'Arthur, clin d’œil appuyé au titre de l'un des albums des Kinks.
Le film est cité au début de The Player quand un des personnages fait référence au travelling de "toute beauté" qui ouvre le film.